# Idaea litigiosaria
Idaea litigiosaria är en fjärilsart som beskrevs av Jean Baptiste Boisduval 1840. Idaea litigiosaria ingår i släktet Idaea och familjen mätare. Inga underarter finns listade i Catalogue of Life.